# 罗格纳·努克塞
罗格纳·努克塞（Ragnar Nurkse，1907年10月5日—1959年5月6日），也译作罗格纳·纳克斯，爱沙尼亚经济学家。他的主要贡献是提出贫困恶性循环理论和均衡发展理论，两者均是发展经济学的重要理论。

## 生平

### 童年与求学
罗格纳·努克塞出生在爱沙尼亚凱魯，当时是俄罗斯帝国的领土。他的父亲做过伐木工人和房地产经理。在以优异成绩进入塔尔图大学学习法学和经济学之前，罗格纳·努克塞分别接受了俄语和德语教育。1928年，罗格纳·努克塞的父母移居加拿大，罗格纳·努克塞也转学至爱丁堡大学并顺利获得经济学学位。1932年，罗格纳·努克塞在奖学金的帮助下前往维也纳大学开始为期两年的深造。

### 工作与学术研究
之后，罗格纳·努克塞就职于國際聯盟。在此期间，他发表了许多论文，并参与许多调查和报道的编撰、发布工作。二战后，罗格纳·努克塞以访问讲师的身份哥伦比亚大学，并最终在1949年成为哥伦比亚大学经济系全职教授。1959年春，刚刚接受普林斯顿大学全职教授聘书，並在瑞士享受學術假努克塞在沃韋突然去世。

## 思想

### 贫困恶性循环理论
罗格纳·努克塞认为贫困国家的宏观经济普遍面临着供给侧和需求侧的恶性循环。供给侧方面，低收入导致居民储蓄少，进而导致资金积累不足。生产率因为资金不足得不到提高，加剧或无法改善低收入情况。需求侧方面，低收入导致居民购买力低，生产者投资的激励不多。生产率因为投资的缺乏得不到提高，也加剧或无法改善低收入情况。这两个恶性循环的存在说明发展中国家的经济增长目标难以实现。

## 纪念
罗格纳·努克塞诞辰一百周年时，爱沙尼亚邮政局发行了罗格纳·努克塞的纪念邮票。